# 彭州
彭州（ほうしゅう）は、中国にかつて存在した州。唐代から明初にかけて、現在の四川省成都市彭州市一帯に設置された。

## 概要
686年（垂拱2年）、唐により益州九隴県に彭州が置かれた。742年（天宝元年）、彭州は濛陽郡と改称された。758年（乾元元年）、濛陽郡は彭州の称にもどされた。彭州は剣南道に属し、九隴・濛陽・導江・唐昌の4県を管轄した。
宋のとき、彭州は成都府路に属し、九隴・濛陽・崇寧の3県を管轄した。
元のとき、彭州は成都路に属し、濛陽・崇寧の2県を管轄した。
1377年（洪武10年）、明により彭州は廃止され、彭県と改められた。